# Billy Casper

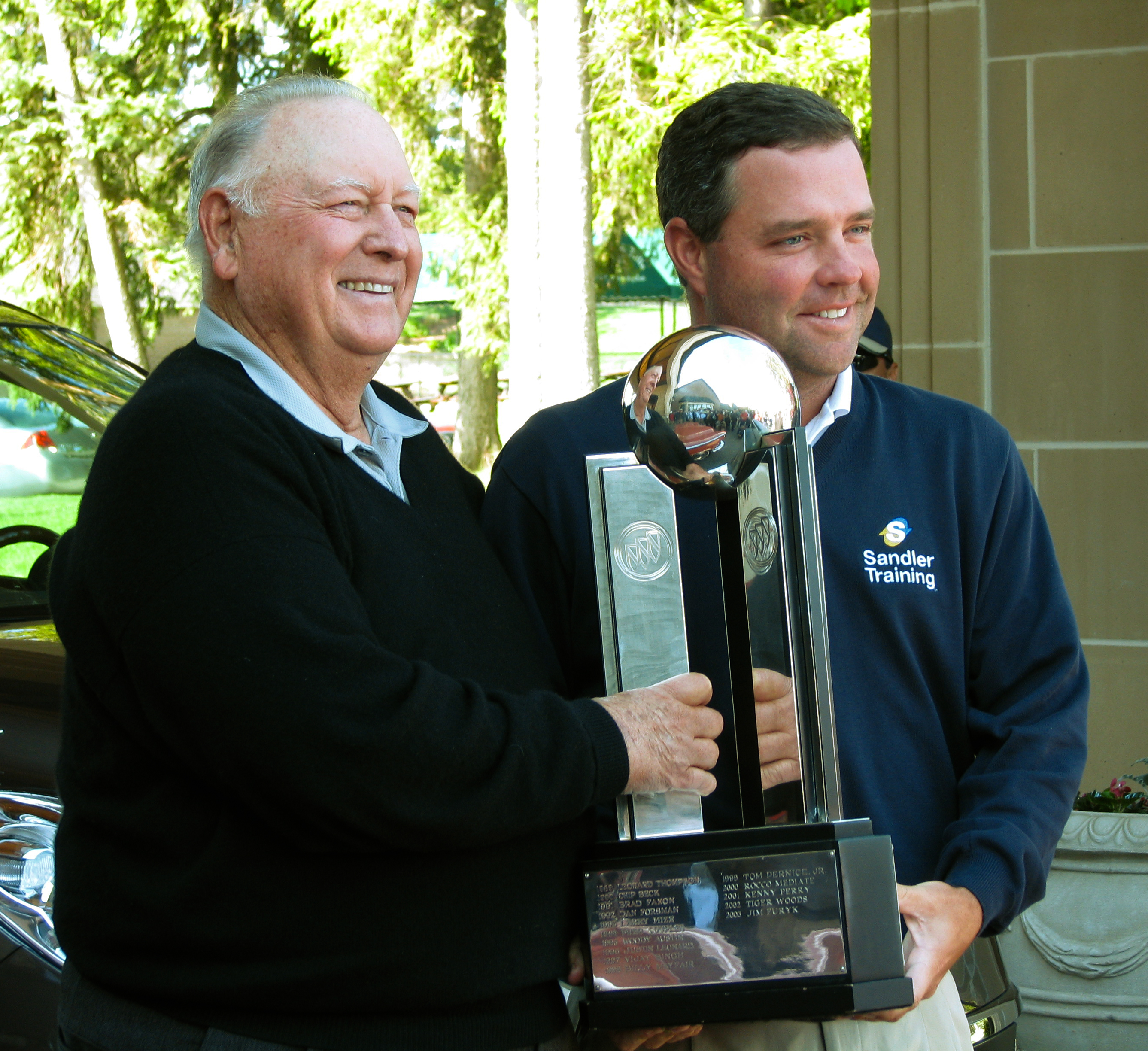
Billy Casper och Brian Bateman 2008.

Billy Casper, född 24 juni 1931 i San Diego, Kalifornien, död 7 februari 2015 i Springville, Utah, var en amerikansk golfspelare som var en av de mest framträdande spelarna på PGA-touren från mitten av 1950-talet fram till mitten av 1970-talet.
I Caspers framgångsrika karriär finns bland annat
- 3 majorsegrar
- 51 PGA-segrar med vilka han i februari 2005 är den sjätte mest framgångsrika spelaren på PGA-touren.
- Vinnare av penningligan 1966 och 1968.

Casper var medlem i USA:s lag i Ryder Cup 1961, 1963, 1965, 1967, 1969, 1971, 1973 och 1975 och han var icke spelande kapten 1979. 1978 valdes han in i World Golf Hall of Fame.
Mellan 1982 och 1989 vann han åtta gånger på Senior PGA Tour (numera Champions Tour), inklusive en senior major i 1983 års U.S. Senior Open.

## Meriter

### Majorsegrar
- 1959 US Open
- 1966 US Open
- 1970 The Masters Tournament

### Segrar på PGA-touren
- 1956  Labatt Open
- 1957 Phoenix Open Invitational,  Kentucky Derby Open Invitational
- 1958 Bing Crosby National Pro-Am Golf Championship,  Greater New Orleans Open Invitational,  Buick Open Invitational
- 1959  Portland Centennial Open Invitational,  Lafayette Open Invitational,  Mobile Sertoma Open Invitational
- 1960  Portland Open Invitational,  Hesperia Open Invitational,  Orange County Open Invitational
- 1961  Portland Open Invitational
- 1962 Doral CC Open Invitational,  Greater Greensboro Open,  500 Festival Open Invitation,  Bakersfield Open Invitational
- 1963 Bing Crosby National Pro-Am,  Insurance City Open Invitational
- 1964 Doral Open Invitational,  Colonial National Invitation,  Greater Seattle Open Invitational,  Almaden Open Invitational
- 1965  Bob Hope Desert Classic,  Western Open,  Insurance City Open Invitational,  Sahara Invitational
- 1966  San Diego Open Invitational, Western Open,  500 Festival Open Invitation
- 1967 Canadian Open,  Carling World Open
- 1968 Los Angeles Open,  Greater Greensboro Open,  Colonial National Invitation,  500 Festival Open Invitation,  Greater Hartford Open Invitational,  Lucky International Open
- 1969  Bob Hope Desert Classic,  Western Open,  Alcan Open
- 1970  Los Angeles Open,  IVB-Philadelphia Golf Classic,  Avco Classic
- 1971  Kaiser International Open Invitational
- 1973  Western Open,  Sammy Davis Jr.-Greater Hartford Open
- 1975  First NBC New Orleans Open

### Segrar på Champions Tour
- 1982  The Shootout at Jeremy Ranch,  Merrill Lynch/Golf Digest Pro-Am
- 1983 U.S. Senior Open
- 1984  SENIOR PGA TOUR Roundup
- 1987  Del E. Webb Arizona Classic,  Greater Grand Rapids Open
- 1988  Vantage At The Dominion,  Mazda SENIOR TOURNAMENT PLAYERS Championship
- 1989  Transamerica Senior Golf Championship

Senior majors visas i fet stil.

### Övriga segrar
- 1974 Lancome Trophy